# Північ і Південь (поділ світу)

Карта світу, яка відображає розподіл на Глобальну Північ і Глобальний Південь

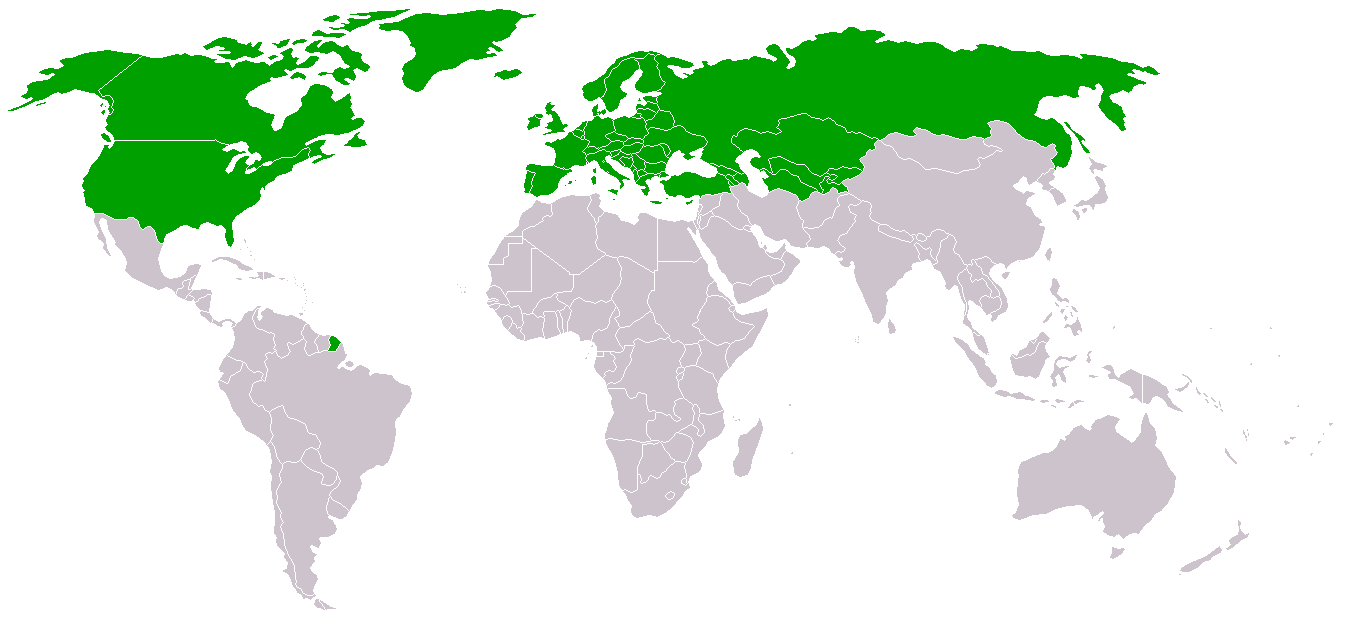
Мапа країн-членів ОБСЄ. Члени цієї організації віддзеркалюють уявлення про країни «Півночі», як про країни колишнього Першого і Другого світу.

Розподіл на північ і південь або Глобальна Північ і Глобальний Південь, іноді просто Північ-Південь — емпіричний поділ світу на заможніші північні і бідніші південні країни.

## Опис
Найчастіше до Глобальної Півночі відносять Західну Європу (деколи — всю Європу), Сполучені Штати, Канаду, розвинені країни Азії (чотири «азійські тигри», Японія та Ізраїль) — а також Австралію та Нову Зеландію (хоча останні дві країни розташовані в Південній Півкулі і відносяться до Глобальної Півночі завдяки культурним характеристикам і рівнем економічного розвитку, які схожі до характеристик інших країн Глобальної Півночі). На противагу, до Глобального Півдня належать Африка, Латинська Америка і менш розвинені країни Азії.

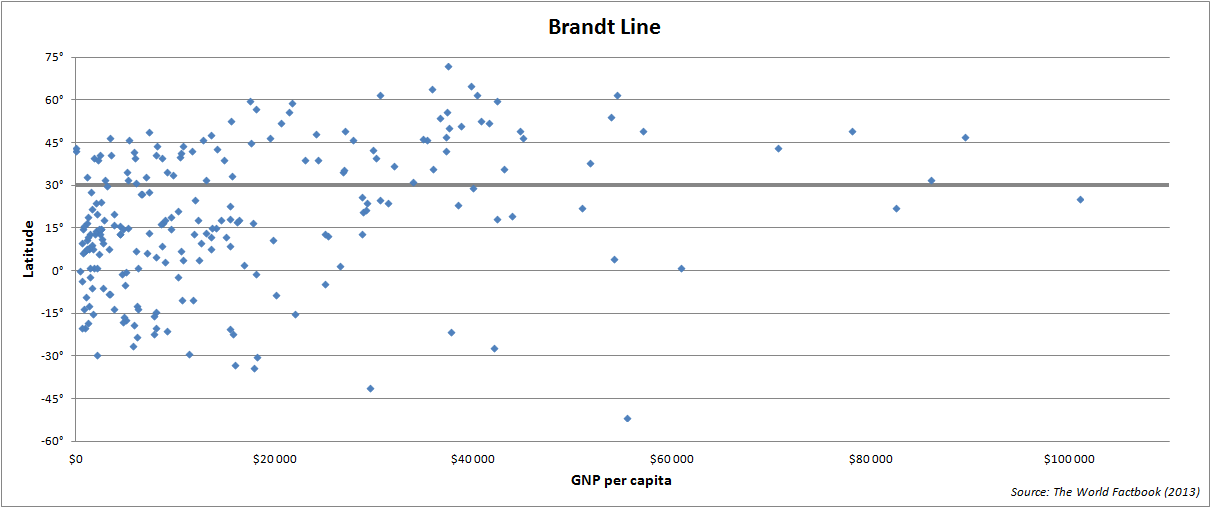
Графік співвідношення середніх географічних широт країн світу і їх ВВП на душу населення згідно з "The World Factbook" (2013). Лінія Брандта виділена жирним шрифтом.

Середньодушові доходи в 20 найбагатших країнах світу в 37 разів перевищують відповідний показник в 20 найбідніших країнах, при цьому за останні 40 років цей розрив подвоївся. За оцінками аналітиків Програми розвитку ООН, на початок XXI ст. сукупне багатство 225 найбагатших людей планети перевищувало 1 трлн доларів, що дорівнювало щорічному доходові 2,5 млрд бідняків, що складають 47% населення світу. Доходи 500 найбагатших людей у світі з переліку журналу  «Forbes» перевищують загальний дохід 416 млн найбідніших людей світу. До Глобальної Півночі належать всі члени Великої вісімки і всі п'ять постійних членів Ради Безпеки ООН.
За оцінками Програми розвитку ООН, частка найбагатших країн в світовому ВВП становить 86%, частка середніх — 13%, а на частку найбідніших припадає лише 1%. Різні значення темпів економічного зростання призводять до збільшення розриву між багатими і бідними країнами. Наприклад, в 1960-ті роки рівень середньодушового доходу в середньостатистичній латиноамериканській країні становив приблизно одну третину доходу середньостатистичної розвинутої країни, сьогодні він становить 20%. У 1960-ті роки дохід типової країни, що розвивається, становив приблизно 12% від доходу типової розвинутої країни, зараз цей показник наближається до 5%.

## Наслідки глобальної нерівності
Нерівність у рівні розвитку «Глобальної Півночі» і «Глобального Півдня» призводить до того, що основним напрямком трудової міграції в світі є міграція з Півдня на Північ.
Нерівність у рівні розвитку «Глобальної Півночі» і «Глобального Півдня» багато дослідників приводять як причину зростання антиамериканізму та ненависті до західної цивілізації в цілому, причину популярності ісламського фундаменталізму і поширення ісламістського тероризму.

## Розрив між північчю і півднем всередині деяких країн
Розрив між північчю і півднем часто спостерігається всередині окремих країн. Типові приклади: 
- Південний Казахстан і Північний Казахстан.
- Південна Італія і Паданія.
- Фландрія і Валлонія.
- Каталонія, Країна Басків і решта Іспанії.
- Нова Англія і південно-східні штати США.

Розрив між північними і південними регіонами помітний також в Мексиці, Франції, Іраку тощо. У Південній півкулі «навпаки» ці відмінності помітні в ПАР, Аргентині, Австралії.